# Paradiso (stacja metra)
Paradiso – stacja turyńskiego metra położona w miejscowości Collegno w aglomeracji Turynu na zachód od miasta pod Corso Francia.  Stacja wyposażona jest w automaty biletowe oraz jest przystosowana do potrzeb osób niepełnosprawnych. Na powierzchni znajdują się przystanki autobusowe linii 33 i 36.